# Feral (novela)
Feral es una novela de ciencia ficción del escritor español David Jasso.

## Argumento
La trama transcurre en la colonia espacial Runa, un planeta dedicado a la extracción de mineral. Sus habitantes viven apaciblemente en unas instalaciones diseñadas por la empresa Minerspace hasta que un ente biológico procedente del espacio exterior llega con el único propósito de encontrar el aliento vital de los hombres y aniquilarlo.
La avanzada tecnología del invasor y su capacidad para transformar seres vivos en engendros con un futuro peor que la muerte desatarán el horror.
Aunque la historia discurre por las premisas de la ciencia ficción, el terror circula por sus páginas, muy al estilo de Alien, el octavo pasajero.
La novela destaca por incluir un capítulo final autorreferencial, en el que aparecen como personajes de la historia diversos autores españoles de género, como  Víctor Conde, Sergio Mars, Roberto Malo, Carlos Sisi, Magnus Dagon, Juan Ángel Laguna Edroso, Miguel Puente, Rubén Serrano y otros.
La novela resultó finalista de los Premios Ignotus 2010.